# Hrabstwo Chariton
Hrabstwo Chariton (Chariton County) - hrabstwo w USA, w stanie Missouri. Według spisu ludności z roku 2000, zamieszkiwało je 8 438 osób.

## Geografia
Według spisu z 2000 obszar całkowity hrabstwa obejmuje powierzchnię 768,25 mil2 (1989,76 km²), z czego 755,87 mil2 (1957,69 km²) stanowią lądy, a 12,38 mil2 (32,06 km²) stanowią wody. Według szacunków United States Census Bureau w roku 2010 miało 7 831 mieszkańców. Jego siedzibą administracyjną jest Keytesville.

### Miasta
- Brunswick
- Keytesville
- Mendon
- Salisbury
- Sumner
- Triplett

### Wioski
- Dalton
- Rothville